# Constance Wachtmeister

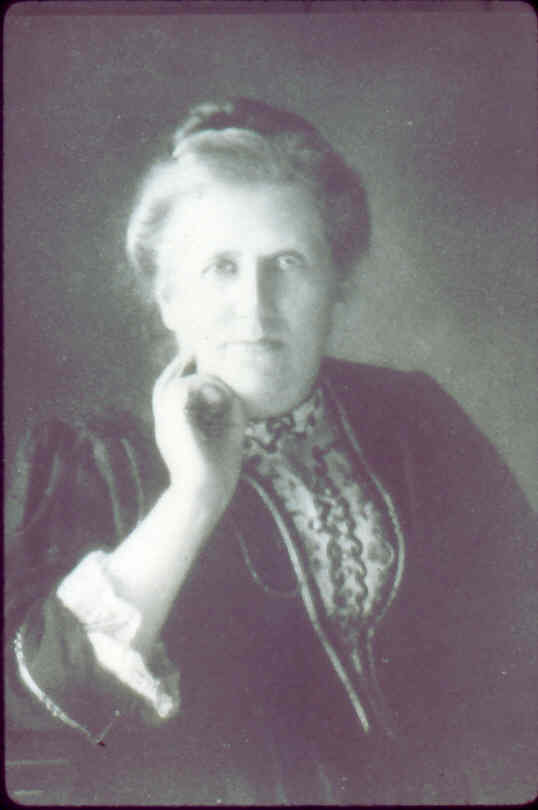
Constance Wachtmeister

Constance Georgina Louise Wachtmeister, Gräfin von, meist nur Countess Wachtmeister (* 28. März 1838 in Florenz, Italien; † 23. September 1910 in Los Angeles; geborene Constance Georgina Louise Bourbel de Montpinçon) war eine französisch-englische Theosophin.

## Leben und Werk
Constance Georgina Louise de Bourbel de Montpinçon wurde am 28. März 1838 in Florenz als Tochter der seit dem 28. März 1828 in Paris verheirateten Marquis Augustus Harold de Bourbel de Monpicon Marquis De Bourbel (1804–1845) und Constance Cecilia Bulkeley De Bourbel (1807–1838) geboren. Der Vater war Diplomat und Lebemann in französischen Diensten und verschwand kurz vor der Geburt seiner Tochter. Die Mutter starb kurz nach ihrer Geburt am 9. April 1838 in Florenz und ist dort auch begraben, woraufhin Constance Georgina Louise in die Obhut ihrer Tante Mrs. Bulkley in Linden Hill (heute zu Kiln Green, Berkshire, England) kam, wo sie aufwuchs, regionale Schulen besuchte und bis 1863 lebte.
Am 15. August 1863 heiratete sie in London ihren Cousin, den schwedischen Grafen Carl Wachtmeister (1823–1871). Aus der Ehe ging der Sohn Raoul-Axel Wachtmeister (1865–1947) hervor.
Ihr Mann war seit 1861 Botschafter Schwedens und Norwegens am Court of St. James’s im Vereinigten Königreich, wurde 1865 Botschafter dieser Länder in Dänemark und war von 1868 bis zu seinem Tod 1871 schwedischer Außenminister. In Begleitung ihres Mannes lebte Constance Wachtmeister in dieser Zeit in Kopenhagen und Stockholm.
1879 begann sie sich für Spiritismus zu interessieren.
Ab 1881 war sie Mitglied der Theosophischen Gesellschaft (TG). Im April 1884 lernte sie Helena Blavatsky in London kennen. 1887 war sie Mitbegründerin der Blavatsky Lodge, wo sie die Funktion des Schatzmeisters ausübte. Sie war für einige Zeit Reisebegleiterin und Sekretärin Blavatskys, für die sie die Reinschrift der Geheimlehre besorgte. Wachtmeister arbeitete im theosophischen Verlag Theosophical Publishing Society.
Von 1888 bis 1895 war sie Herausgeberin der Zeitschrift Theosophical Siftings (wörtlich: Theosophisches Durchgesiebtes). 1893 folgte sie einer Einladung Annie Besants nach Indien, um dort für die TG zu wirken. Bei der im Jahre 1895 stattfindenden Spaltung der TG in zwei konkurrierende Organisationen schloss sie sich der Theosophischen Gesellschaft Adyar an.
Gemeinsam mit Alfredo Pioda, Franz Hartmann und R. Thurman wollte Wachtmeister 1889 auf dem Monte Verità ein theosophisches Laienkloster ins Leben rufen. Zu diesem Zweck beteiligte sie sich an einer eigens dafür gegründeten Aktiengesellschaft mit dem Namen Fraternitas. Das Projekt kam aber nicht über die Planungsphase hinaus und wurde in abgewandelter Form ohne Theosophie erst 1900 realisiert.
In ihrem Buch Reminiscences of H. P. Blavatsky and The secret doctrine schildert sie ihre Besuche bei Blavatsky in Elberfeld, Würzburg und Ostende.

## Werke (Auswahl)
- H. P. B. and the present crisis in the Theosophical Society. Women’s printing society, London 1895.
- Practical vegetarian cookery. Mercury Publishing Co., San Francisco 1897.
- Reminiscences of H. P. Blavatsky and The secret doctrine. Theosophical Publishing House, Wheaton 1976, ISBN 0-8356-0488-8.